# Suho Polje (Bośnia i Hercegowina)
Suho Polje (cyr. Сухо Поље) – wieś w Bośni i Hercegowinie, w Republice Serbskiej, w mieście Bijeljina. W 2013 roku liczyła 1154 mieszkańców.